# آن چول هیوک
آن چول هیوک (کره‌ای: 안철혁؛ زادهٔ ۲۷ ژوئن ۱۹۸۷) یک بازیکن فوتبال اهل کره شمالی است.
وی همچنین در تیم‌های ملی فوتبال کره شمالی بازی کرده‌است.